# Manoleasa
Manoleasa est une commune roumaine située dans le județ de Botoșani.